# Bengt Ekerot
Nils Bengt Folke Ekerot (* 8. Februar 1920 in Stockholm; † 26. November 1971 ebenda) war ein schwedischer Schauspieler und Regisseur, der in Schweden zu den führenden Theatermännern seiner Generation zählte. International bekannt wurde er als „der Tod“ im Filmklassiker Das siebente Siegel von 1957.

## Leben und Karriere
Weltberühmt wurde Bengt Ekerots Darstellung des Todes in Ingmar Bergmans Filmklassiker Das siebente Siegel von 1957. Sein Auftritt als Tod – unter einem schwarzen Mantel mit Kapuze gehüllt, mit weißem Gesicht, höflich und gebildet auftretend – wurde in unzähligen späteren Filmen kopiert. Zusammen mit Ingmar Bergman, der ein guter Freund von ihm war, hatte er zuvor bereits am Aussehen und Auftreten des Todes gefeilt. Obwohl Das siebente Siegel sein mit Abstand bekanntester Leinwandauftritt war, spielte Ekerot insgesamt in über 30 weiteren schwedischen Filmen zwischen 1940 und 1968. Während er in den 1940er-Jahren vor allem sensible junge Männer spielte, etwa in Dynamite (1947) oder dem Fernsehfilm Hamlet (1955), war er in späteren Jahren vor allem in Nebenrollen als Charakterdarsteller zu sehen. Als Regisseur inszenierte er zwischen 1946 und 1962 auch drei Kinofilme sowie vier Fernsehfilme.
Mindestens ebenso signifikant war aber Ekerots Karriere am Theater. Er zählte zu den wichtigsten Schauspielern und Regisseuren im schwedischen Theater des 20. Jahrhunderts. So arbeitete in den 1950er und 1960er Jahren am Königlich Dramatischem Theater in Stockholm als Regisseur, dort hatte er auch bereits zwischen 1938 und 1941 seine Ausbildung zum Schauspieler absolviert. In Stockholm war er 1956 für die erste internationale Aufführung von Eines langen Tages Reise in die Nacht von Eugene O’Neill verantwortlich. Ekerot wirkte außerdem am Gothenburg City Theatre sowie am Musiktheater Malmö.
Äußerst eifrig verschrieb sich Ekerot seinen Aufgaben als Schauspieler und Regisseur, während er im Privatleben mit Suchtproblemen zu kämpfen hatte. Seine Ehe mit der Opernsängerin und Schauspielerin Margareta Hallin (1931–2020) wurde geschieden. Er starb 1971 im Alter von 51 Jahren an Lungenkrebs.

## Filmografie (Auswahl)
- 1940: Med livet som insats
- 1945: Rosen på Tistelön
- 1946: Det glada kalaset (nur Regie)
- 1947: Dynamite
- 1955: Hamlet (Fernsehfilm)
- 1956: Bretter die die Welt bedeuten (Sceningång) (auch Regie)
- 1957: Das siebente Siegel (Det sjunde inseglet)
- 1958: Jazzgossen
- 1958: Das Gesicht (Ansiktet)
- 1966: Hier hast du dein Leben (Här har du ditt liv)
- 1967: Los, laß uns mal verrückt spielen (Livet är stenkul)
- 1968: Raus bist du (Ole dole doff)